# Márkus Gábor (orvos)
Márkus Gábor (Budapest, 1922. június 8. – Buffalo, 2012. április 29.) magyar származású amerikai orvos, onkológus, biokémikus, professor emeritus, a Magyar Tudományos Akadémia tagja (k: 1994).

## Életpályája
A gimnáziumot szülővárosában végezte el. 1947-ben orvosi diplomát szerzett a Pázmány Péter Tudományegyetemen. 1948-ban ösztöndíjjal folytatta tanulmányait a Stanfordi Egyetemen, ahol 1950-ben Ph.D. fokozatot szerzett. Az USA-ban maradt, a Stanfordi Egyetemen tanított és kutatott. 1953–1957 között a Philadelphiai egyetemi gyermekkórházban dolgozott, együttműködve az Ambrus-házaspárral. majd a buffalói intézetben dolgozott. Nyugdíjazásáig az egyetemen tanított. 1981-ben jelentős amerikai díjat kapott.
Világszerte nagy hírnevet szerzett az erek kutatásában, de a rák kutatásában is tevékenyen részt vett.

## Díjai
- Jacob F. Schoellkopf-díj (1981)

## Fordítás
- Ez a szócikk részben vagy egészben  a   Gábor Márkus (kuracisto) című eszperantó Wikipédia-szócikk ezen változatának fordításán alapul.  Az eredeti cikk szerkesztőit annak laptörténete sorolja fel. Ez a jelzés csupán a megfogalmazás eredetét és a szerzői jogokat jelzi, nem szolgál a cikkben szereplő információk forrásmegjelöléseként.